# Université de Karachi
L'université de Karachi (en ourdou : جامعۂ كراچى) est une université publique d'enseignement et de recherche située à Karachi, dans le Sind, au Pakistan.
Elle a été créée en juin 1951 par une loi du Parlement, en tant que successeur de l'Université du Sind (aujourd'hui située à Jamshoro). C'est une « Université du gouvernement du Sind ». Elle et a été conçue par Mohsin Baig en tant qu'architecte en chef. Elle accueille environ 80 000 étudiants.